# Karlo Stipanić
Karlo Stipanić (Cirquenizza, 8 dicembre 1941) è un ex pallanuotista jugoslavo, vincitore di una medaglia d'oro a Città del Messico 1968 ed una d'argento a Tokyo 1964. Con il Mladost vinse quattro edizioni della Coppa dei Campioni e numerosi campionati e coppe nazionali.